# GPU-Z
GPU-Z — бесплатная прикладная программа для отображения технической информации о видеоадаптере (видеоконтроллере/видеокарте/видеомодуле), работающая под ОС Microsoft Windows. Программа отображает технические характеристики графического процессора и его видеопамяти, то есть определяет производителя и название видеоадаптера, тип видеопроцессора и его характеристики, размер и тип видеопамяти, дату и версию видеобиос, дату и версию видеодрайвера, а также показывает поддерживаемые видеопроцессором графические технологии и стандарты. Программа GPU-Z может заодно дополнительно определить температуру и частоту ядра, частоту видеопамяти и скорость вращения кулера и провести онлайн сравнение устройства с другими аналогичными продуктами.

## История
В версии 0.5.8 появился новый графический тест для точного определения числа линий PCI Express.
В версии 0.6.3 GPU-Z поддерживает новую возможность: измерение энергопотребления IGP (встроенной графики) на Intel «Sandy Bridge» и «Ivy Bridge».

## Возможности
В версии 2.39.0 программа позволяет узнать следующие данные:
- О видеокарте:
  - Имя видеокарты в операционной системе
  - Внутреннее кодовое имя графического процессора (GPU)
  - Номер ревизии GPU
  - Техпроцесс GPU
  - Площадь ядра GPU
  - Дата представления видеоадаптера (дата внутреннего BIOS)
  - Количество транзисторов
  - Версия BIOS адаптера
  - Данные о поддержке UEFI адаптером
  - Идентификатор производителя видеодаптера согласно PCI SIG
  - Идентификатор адаптера
  - Количество блоков растрового вывода (ROP) и наложения текстур (TMU)
  - Интерфейс системной шины адаптера
  - Количество шейдерных процессоров и их вид
  - Поддерживаемая версия DirectX
  - Скорость обработки пиксеслей
  - Скорость обработки текселей
  - Тип видеопамяти и её производитель
  - Ширина шины обмена между GPU и видеопамятью
  - Объём видеопамяти
  - Пропускная способность видеопамяти
  - Версия драйвера
  - Дата выпуска драйвера
  - Цифровая подпись для драйвера
  - Частота GPU (стандартная/фактическая)
  - Частота видеопамяти (стандартная/фактическая)
  - Частота шейдерного блока GPU (стандартная/фактическая)
  - Наличие связки адаптеров в системе (SLI / CrossFire)
  - Наличие поддержки технологии Resizable BAR
  - Поддерживаемые технологии (CUDA, PhysX, OpenCL, DirectCompute, DirectML, Vulcan, Ray Tracing, OpenGL)
- Датчики данных в реальном времени (в зависимости от адаптера):
  - Частота ядра GPU
  - Частота видеопамяти
  - Температура GPU
  - Скорость вращения вентилятора системы охлаждения адаптера
  - Загрузка GPU
  - Загрузка контроллера видеопамяти
  - Загрузка блока обработки видео
  - Загрузка шины интерфейса адаптера
  - Опрос датчика стабильности работы GPU
  - Потребляемая мощность
  - Потребляемый объём видеопамяти
  - Напряжение питания адаптера
  - Напряжение питания ядра GPU
  - Сила потребляемого тока ядром GPU
  - Температура фаз регулятора напряжения
  - Температура центрального процессора (CPU)
  - Объём используемой системной памяти
- Дополнительно:
  - Дата выпуска драйвера
  - Наличие универсального драйвера адаптера для UWP
  - «Качество GPU» в процентах — условная величина анализа электрических утечек (ASIC quality)
  - Лимит энергопотребления относительно стандартного значения адаптера
  - Диапазон изменений энергопотребления относительно стандартного значения адаптера
  - Поддержка адаптером режима сверхнизкого энергопотребления
  - Подробные данные о BIOS адаптера
  - Данные о поддерживаемых видеопамятью таймингах на различных частотах работы
  - Версия WDDM
  - Информация о поддержке аппаратного декодирования различных форматов видео
  - Подробная информация о поддержке адаптером различных технологий и расширений в API DirectX, OpenCL, Vulkan.